# Französische Botschaft in Wien

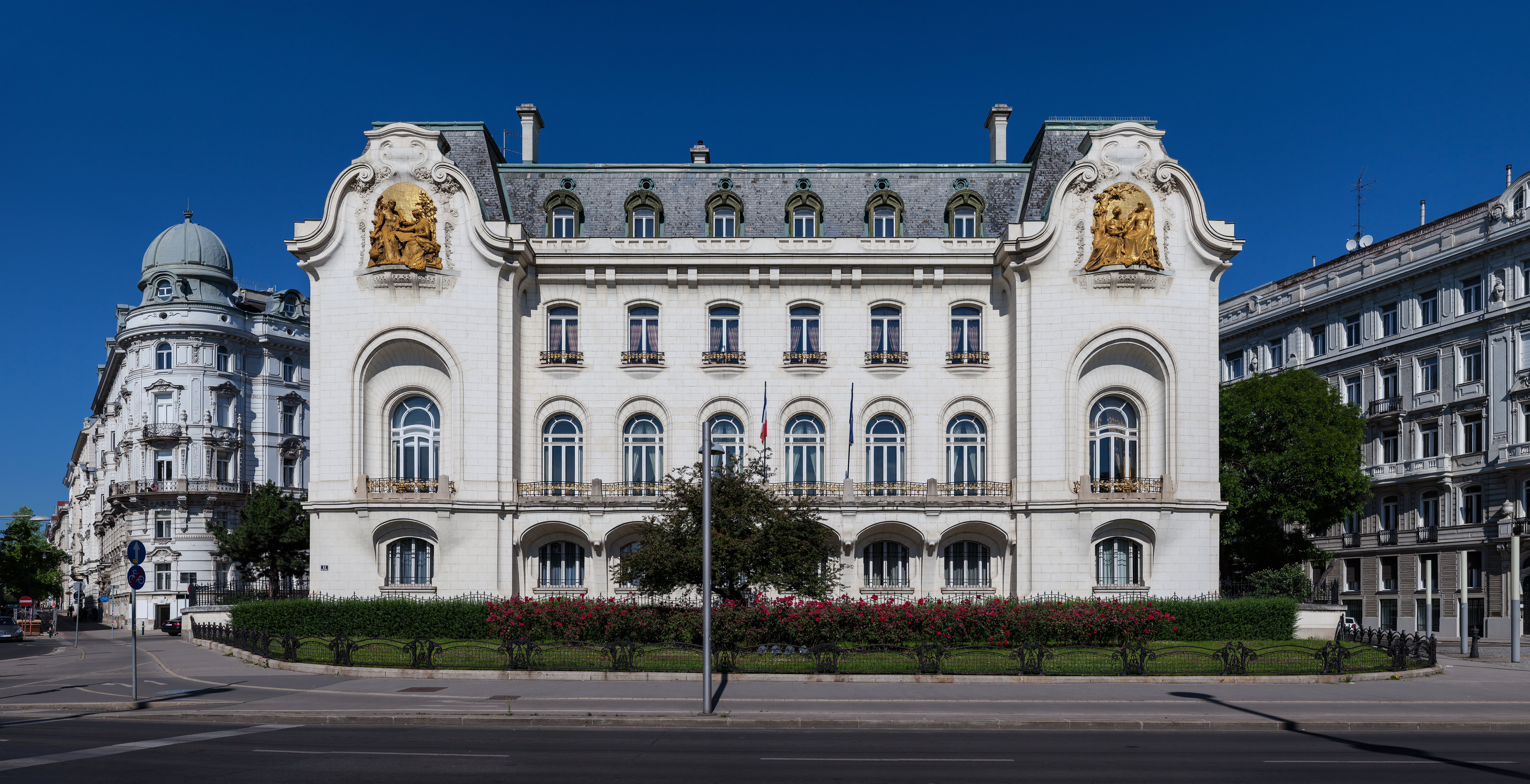
Französische Botschaft

Die Französische Botschaft in Wien ist in einem Palais beim Schwarzenbergplatz im 4. Wiener Gemeindebezirk Wieden untergebracht. Es war die erste Botschaft Frankreichs, die bereits als solche geplant wurde.

## Geschichte
Die Planung der Botschaft wurde 1901 dem Pariser Architekten Georges Chedanne übertragen, der bereits 1887 den Grand Prix de Rome gewonnen hatte. Die Baubewilligung stammt vom September 1904. Das Palais wurde im Stile des Art Nouveau ausgeführt und als „Hommage an den Wiener Jugendstil“ geschildert.

## Ausstattung
An der Hauptfassade befinden sich zwei Darstellungen der Austria von Paul Gasq und France von François Sicard. Die Darstellungen des Weins am Balkongeländer wurden nach Plänen von Louis Majorelle durch  Alexander Nehr verwirklicht. An der Rückseite des Gebäudes befindet sich eine Darstellung von Freiheit, Gleichheit, Brüderlichkeit von Hippolyte Lefèbvre. Das Tor des Haupteingangs im hinteren Bereich des Gebäudes wurde ebenfalls von Alexander Nehr verwirklicht.
Im Inneren des Gebäudes geht ein großer Teil des Kunsthandwerks auf Entwürfe von Louis Majorelle zurück. Er entwarf sämtliche Schmiedeeisenarbeiten, Wandvertäfelungen, Wandbeleuchtungen, Türgriffe und auch das Treppengeländer. Vieles davon ließ er in der École de Nancy fertigen. Über der Treppe findet sich eine allegorische Darstellung von Maria Theresia und den Aufbruch in die Republik von Albert Besnard. 
Die Lampen und Luster stammen aus den Häusern Gagneau und Daum, die großen Spiegel von Saint-Gobain. Der Aufzug ist eine Arbeit der Wiener Firma Freissler&Füglister.

## Trivia
Der Stil des Gebäudes war lange Zeit umstritten, die ebenfalls im Jugendstil gehaltene Inneneinrichtung ist nur mehr teilweise im Original erhalten. Das bewusst modernistisch konzipierte Gebäude galt lange als Tempel des schlechten Geschmacks, es galt als Stilbruch und Provokation und war in Gefahr abgerissen zu werden. Wegen des Aussehens des Bauwerks, das sich in seinem Stil auffällig von den umgebenden eher klassizistischen Häusern abhebt, entstand in Wien die Legende, beim Bau seien die Pläne mit jenen der französischen Botschaft in Konstantinopel (dem heutigen Istanbul) vertauscht worden. Es wurde behauptet, das Gebäude wäre für Konstantinopel (oder Kairo) vorgesehen gewesen. Das entspricht nicht den Tatsachen. Zunächst hat das Grundstück des Wiener Gebäudes einen selten vorkommenden dreiecksförmigen Grundriss, an dessen Basis das Haupthaus vorgesehen wurde und an dessen Spitze die Nebengebäude. Auf den Bauplatz ist auch zurückzuführen, dass der Haupteingang des Hauses nicht an dessen Vorderseite liegt. Die Baupläne berücksichtigen diese besondere Situation. Weiters besaß Frankreich mit einem Palais in Pera bereits ein repräsentatives Gebäude in der damaligen Hauptstadt des Osmanischen Reiches. Als Grundlage des Gerüchts ist publiziert, dass die vorgesehene Inneneinrichtung bei der Übersiedlung der Botschaft (vom Palais Lobkowitz) noch nicht zur Verfügung stand. Erst als die neuen Möbel eingetroffen waren, wurde das alte Mobiliar mit der Bahn in die französische Botschaft in das damalige Konstantinopel versendet, von wo die Esszimmereinrichtung in das Konsulat in Smyrna kam, andere Gegenstände kamen nach Brüssel. Ebenfalls nach Konstantinopel ging 1909 die Einrichtung des Bauplanungsbüros, die dort bei der Renovierung des Palais Pera verwendet wurde. Diese Renovierung wurde ebenfalls von Architekt Chedanne geleitet.
Neben der französischen Botschaft in Wien gibt es ein ähnliches Botschaftsgebäude mit Garten im argentinischen Buenos Aires.

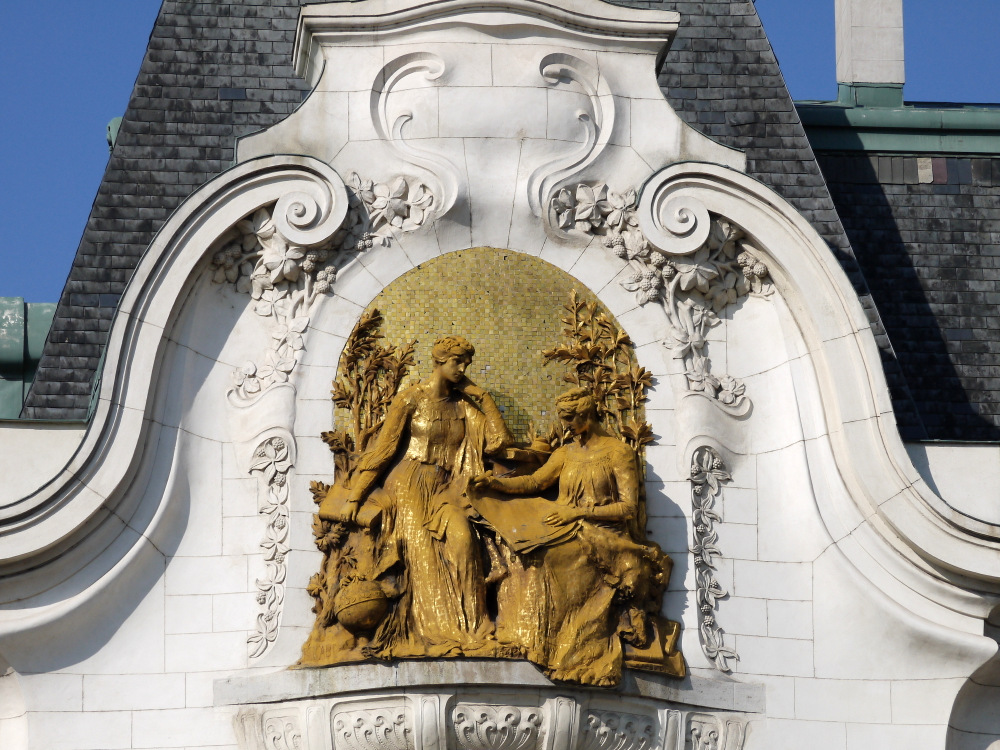
Austria von Paul Gasq und France von François Sicard
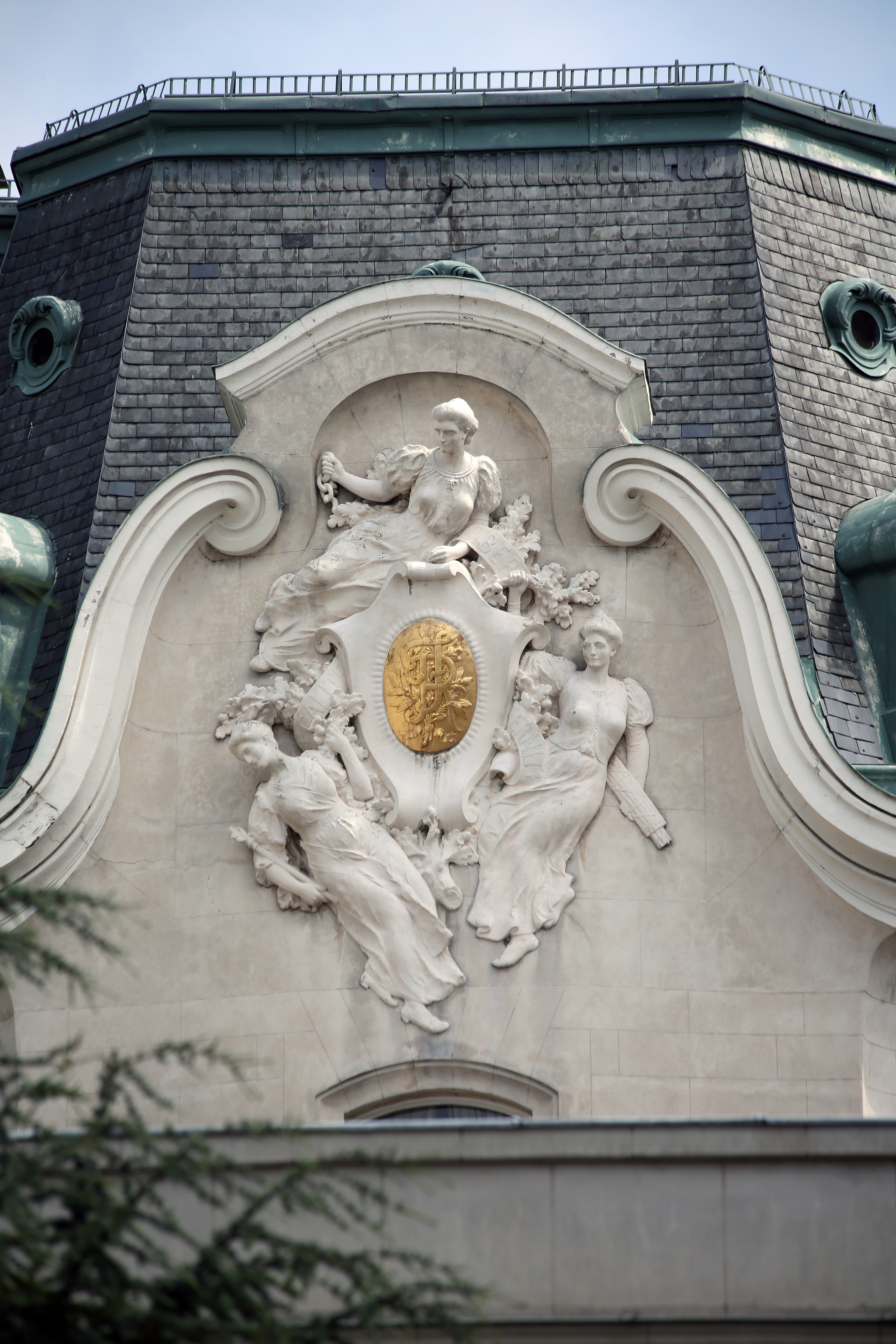
Freiheit, Gleichheit, Brüderlichkeit an der Rückseite von Hippolyte Lefèbvre
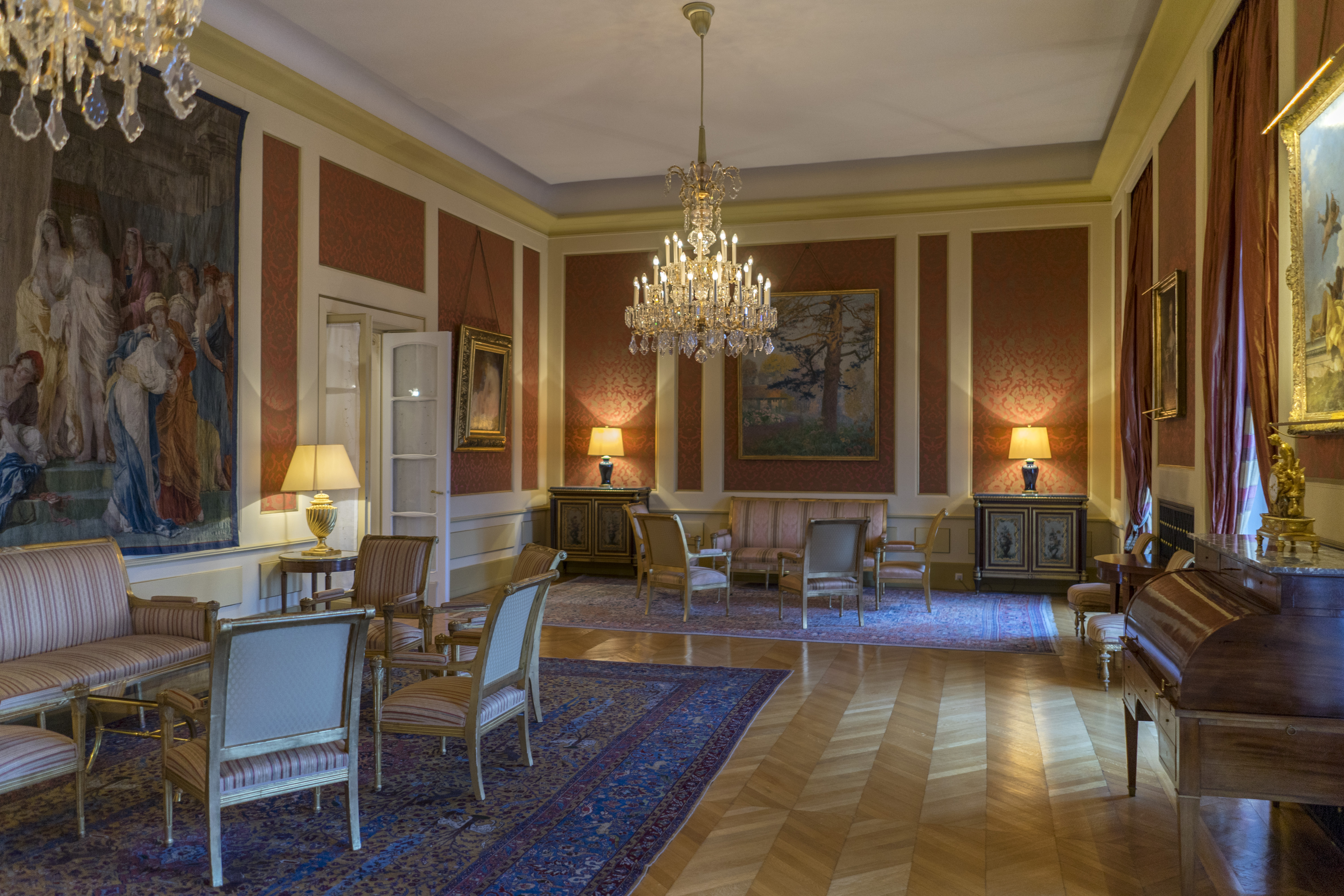
Salon
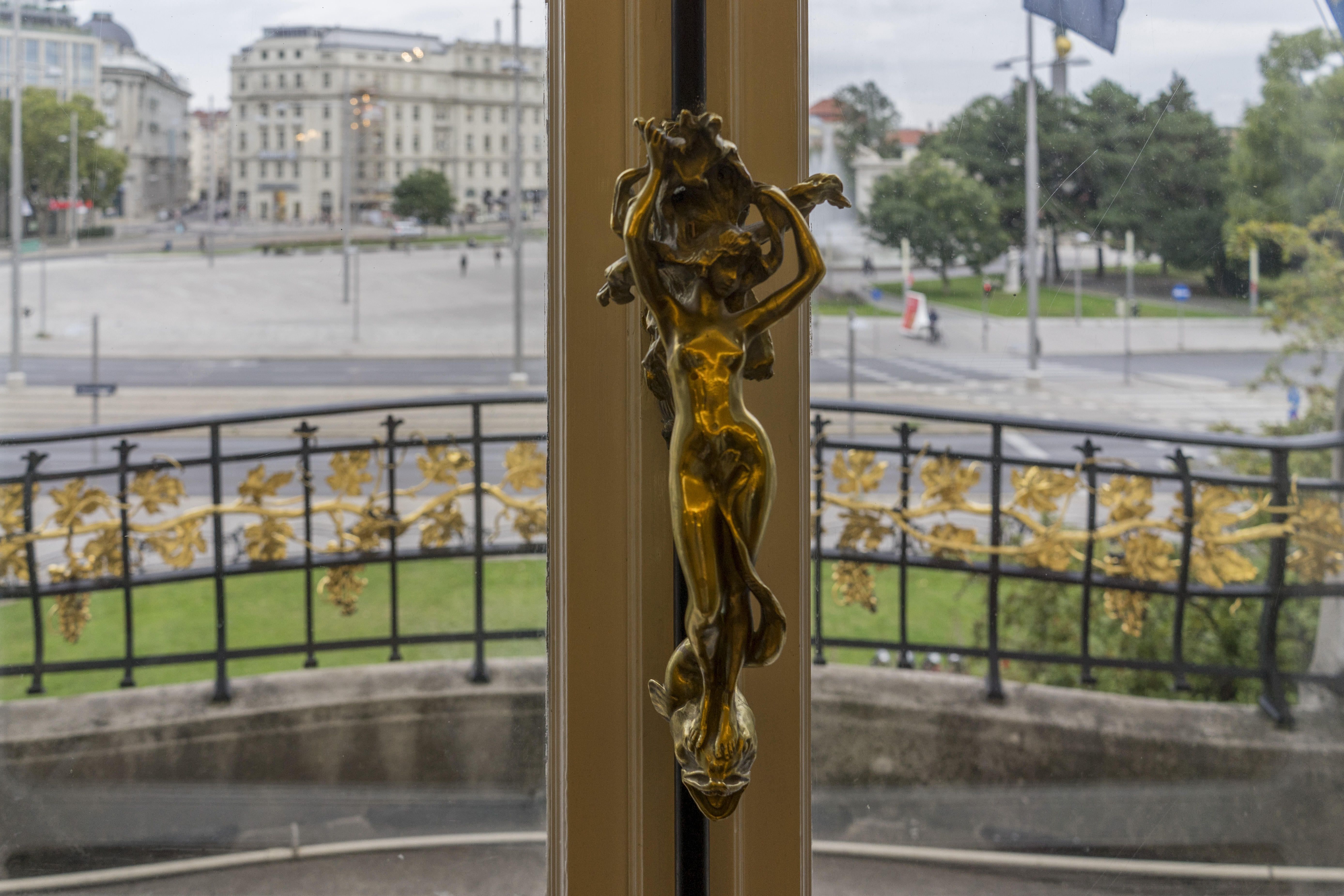
Türschnalle von Paul Gasq
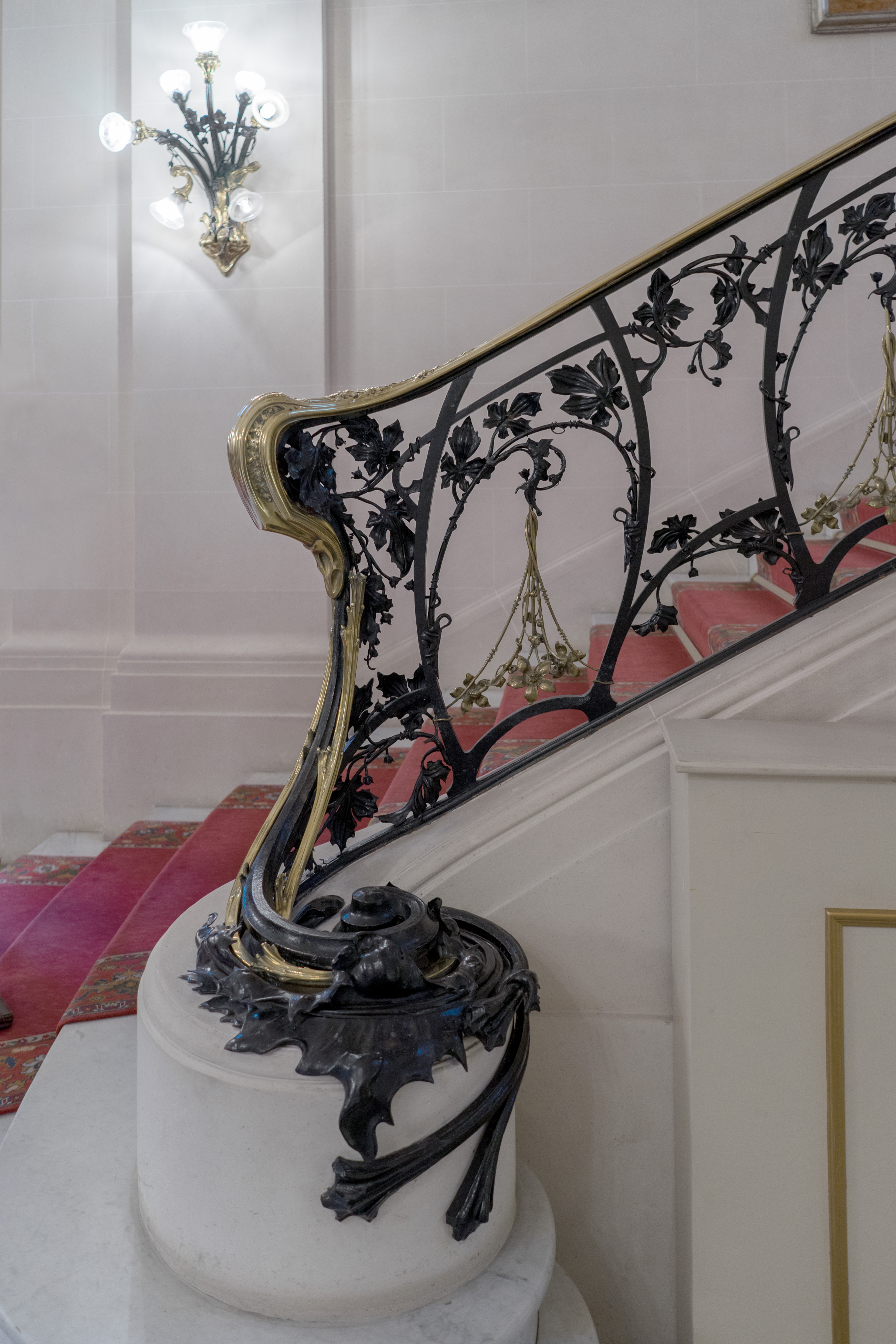
Treppe, gefertigt von der École de Nancy nach Plänen von Louis Majorelle
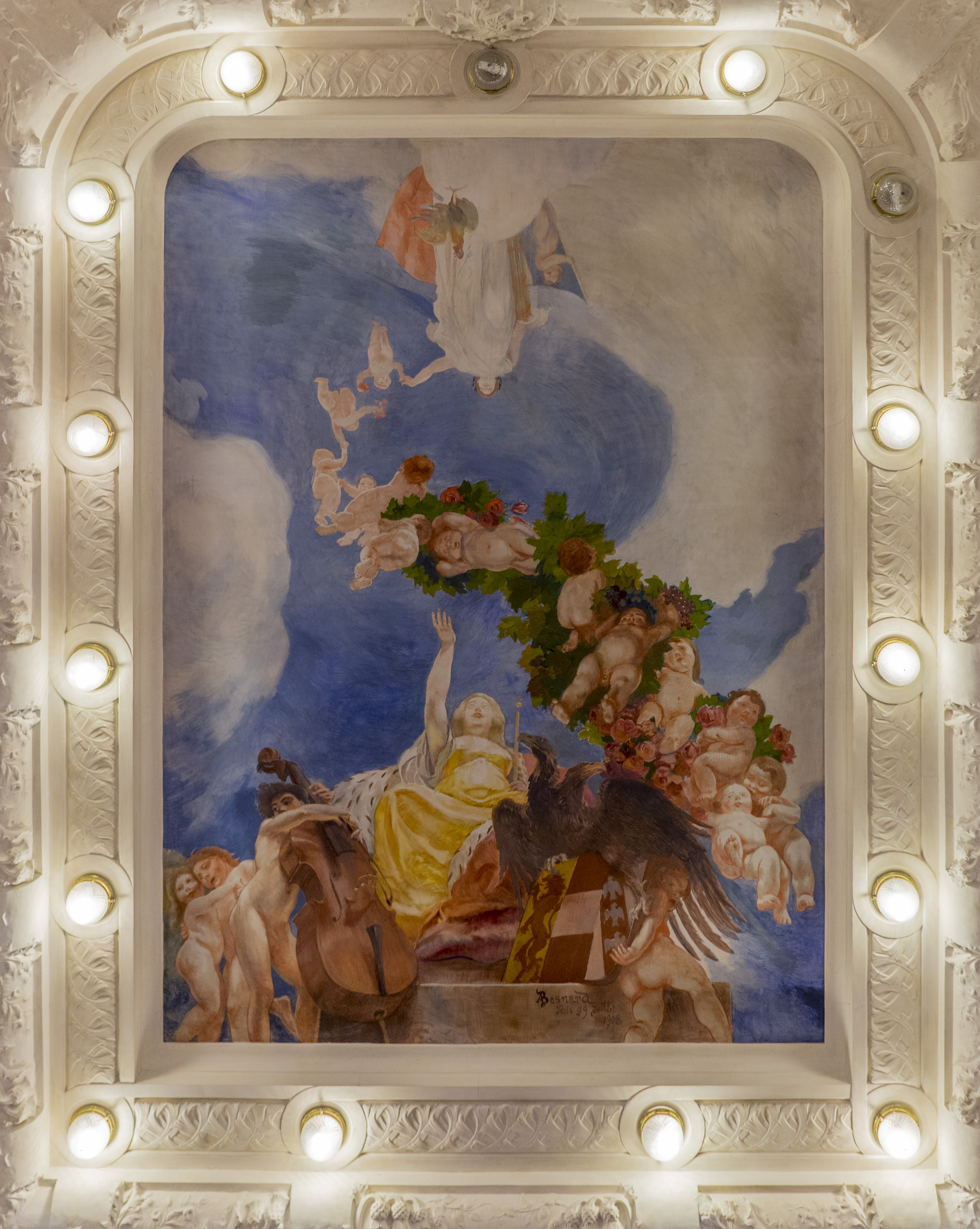
Gemälde über der Treppe. Allegorische Darstellung von Maria Theresia und den Aufbruch in die Republik von Albert Besnard